# Відносини Грузія — НАТО
Відносини між Грузією та Організацією Північноатлантичного договору (НАТО) були офіційно започатковані у 1992 році, коли ця закавказька держава стала членом Ради північноатлантичного співробітництва, а у 1994 році приєдналася до програми «Партнерство заради миру». Після Революції троянд у 2003 році Грузія швидко рухалася до пошуку тісніших зв’язків та можливого членства в НАТО. Північний сусід Грузії, Росія, виступає проти більш тісних зв'язків, включаючи ті, що були висловлені на саміті в Бухаресті 2008 року, де члени НАТО пообіцяли, що Грузія врешті приєднається до організації. У заяві Північноатлантичної ради від 7 грудня 2011 року Грузія була визначена "країною, що претендує".
Ускладненнями у відносинах між НАТО і Грузією є присутність російських збройних сил на території Грузії в результаті численних нещодавніх конфліктів, таких як війна в Південній Осетії 2008 року, на територіях Абхазії та Південної Осетії, де проживає велика кількість російських громадян. Необов’язковий референдум у 2008 році призвів до того, що 77% виборців підтримали вступ до НАТО.
Нинішні відносини Грузія-НАТО відбуваються в рамках Суттєвого пакету НАТО-Грузія (СНГП), комплексу заходів на стратегічному, тактичному та оперативному рівнях, розпочатого в 2014 році. Цей пакет включає Школу розвитку оборонних інституцій, Спільну організацію НАТО-Грузія Навчально-оцінний центр та матеріально-технічне забезпечення, сприяння проведенню багатонаціональних та регіональних військових навчань та інші заходи.

## Передісторія відносин
| Країни-члени НАТО Країни у процесі приєднання Країни, яким пообіцяли запрошення | Членство не є ціллю Країни не оголошували свої наміри щодо членства |

Країни-члени НАТО
Країни у процесі приєднання
Країни, яким пообіцяли запрошення
Членство не є ціллю
Країни не оголошували свої наміри щодо членства

Вперше офіційна заява про бажання Грузії вступити до НАТО прозвучала з вуст президента Едуарда Шеварднадзе на Празькому саміті Північноатлантичного Альянсу наприкінці 2002 року. На цій зустрічі країні була запропонована Індивідуальна програма партнерства.
Важливим внутрішнім фактором, який вплинув на зовнішню політику Грузії, стали парламентські вибори 2 листопада 2003 року. Тоді політичні сили на чолі з Міхеїлом Саакашвілі, Ніно Бурджанадзе і Зурабом Жванією заявили про численні порушення на виборчих дільницях. Вони ініціювали акції громадської непокори, які досягли піку в перший день засідання нового грузинського парламенту — 22 листопада. У той день опозиціонери на чолі з Саакашвілі з трояндами в руках захопили будинок парламенту. Виступ президента Едуарда Шеварднадзе перервали, його у супроводі охоронців змусили піти з парламенту. Опозиція заявила про початок «революції троянд», яка завершилася 23 листопада, коли другий президент Грузії оголосив про власну відставку.
Ще до свого обрання на пост президента Грузії Міхеїл Саакашвілі розглядався як прозахідно орієнтований політик, який, ставши главою держави, продовжить курс зближення із Заходом і дистанціювання від Російської Федерації. Однак, прийнявши президентські повноваження, Саакашвілі проголосив налагодження відносин із Росією як одну з головних цілей свого зовнішньополітичного курсу, зосередивши увагу на необхідності підтримки тісних партнерських зв'язків, особливо у сфері економіки. При цьому грузинське керівництво не збиралося згортати зв'язки і з іншими суб'єктами міжнародного права, зокрема з Організацією Північноатлантичного договору. Підтвердженням цього стало утворення 17 лютого 2004 року Державного міністерства з питань євроатлантичної інтеграції, яке координує діяльність, пов'язану з інтеграцією країни до НАТО. Цю структуру очолив Тамар Баручашвілі.
6 квітня 2004 року Президент Грузії Міхеїл Саакашвілі представив штаб-квартирі НАТО Презентаційний документ своєї країни для участі в Індивідуальному плані дій, який остаточно затверджений в жовтні 2004 року. Грузинська сторона повинна була виконати усі зобов'язання, передбачені даним планом, після чого отримувала право почати роботу над необхідним для країни-кандидата в члени НАТО Планом дій, що відкриває шлях до реальних переговорів про членство в НАТО. Саакашвілі заявив: 
|  | НАТО є не ідеєю фікс для Грузії, а історичним інстинктом її жителів. У довгостроковій перспективі Північноатлантичний альянс забезпечить Грузії розвиток, територіальну цілісність і недоторканість кордонів. |

## Стамбульський саміт
З 28 по 29 червня 2004 року грузинська делегація взяла участь у Стамбульському саміті НАТО. Він названий історичним, адже вперше в його роботі взяли участь керівники 26 країн Альянсу і 20 держав, що співпрацювали з НАТО в рамках програми «Партнерство заради миру». Більше того, ще за кілька годин до офіційного відкриття саміту ЗМІ повідомляли, що під час його роботи офіційне запрошення до альянсу отримають Албанія, Македонія і Хорватія, крім того, будуть визначені критерії і терміни інтеграції до НАТО й Грузії.
Для республік Південного Кавказу Стамбульська зустріч була важлива тим, що саме тут Альянс зафіксував своє рішення про активізацію своєї діяльності в цьому регіоні. У прийнятій декларації «Наша безпека в новому сторіччі» лідери Альянсу підкреслили, що НАТО буде проводити політику, направлену на тісну співпрацю з ЄС, а також з країнами Центральної Азії та Кавказу. Крім того, на Стамбульській зустрічі було прийнято рішення про призначення Генеральним секретарем НАТО свого спеціального представника на Кавказі і в Центральній Азії, а також зв'язкового офіцера НАТО в кожному з регіонів.
На першу посаду призначений Роберт Сіммонс, а спецпредставником НАТО в країнах Закавказзя став радник міністерства оборони Латвії Ромуальд Ражукс. Крім того, під час свого засідання в Стамбулі Рада з Євроатлантичного партнерства затвердила документ під назвою «Євроатлантичне партнерство. Перегляд і переоцінка», згідно з яким регіон Південного Кавказу почав знаходитися в центрі уваги НАТО. У документі йдеться про розширення співпраці і діалогу між НАТО і країнами Південного Кавказу з політичних проблем і питань безпеки, щодо реформування оборонних систем країн регіону за прикладом країн-членів НАТО, а також про участь країн Південного Кавказу в заходах, здійснюваних Північноатлантичним блоком.

## Бухарестський саміт

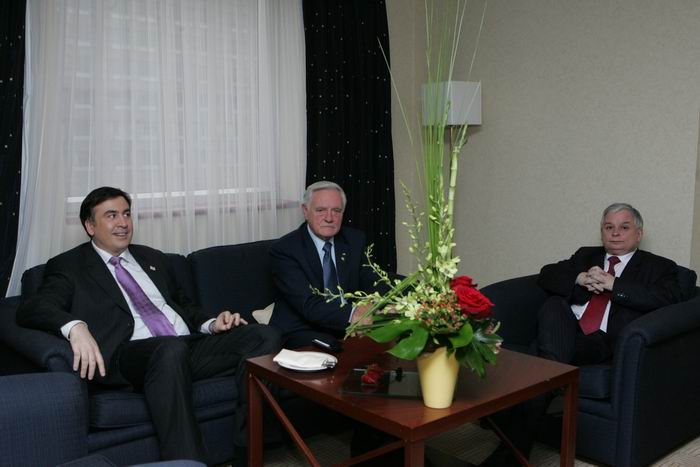
Президент Грузії Міхеїл Саакашвілі разом з Президентами Литви та Польщі на саміті НАТО в Бухаресті

З 2 по 4 квітня 2008 року у столиці Румунії проходив найбільший саміт Північноатлантичного альянсу в його історії, в якому, крім глав 26 держав-членів НАТО, взяли участь представники низки східноєвропейських країн, зацікавлених у своєму членстві в організації. На порядку денному були питання про запрошення в ряди Альянсу країн Адріатичної групи — Хорватії, Албанії і Македонії, подальшої долі місії НАТО в Афганістані, взаємовідносин РФ з НАТО тощо. Проте головною інтригою форуму було питання про участь України і Грузії у Плані дій щодо членства.
Євроатлантичні прагнення цих двох пострадянських держав були підтримані США, прибалтійськими державами, Болгарією, Румунією, Польщею, Чехією, Словаччиною, Словенією і Канадою. Однак негативна реакція Москви на можливість приєднання України і Грузії до ПДЧ виявилася результативною. Протидію українсько-грузинським прагненням чинили ФРН і Франція, до яких приєдналися Італія, Нідерланди, Люксембург, Іспанія, Бельгія і Португалія.
Канцлер Німеччини Ангела Меркель обґрунтувала свою позицію, підкресливши, що в НАТО немає місця країнам, які втягнуті в регіональні конфлікти, і державам, де більшість населення не поділяє думку окремих політиків про необхідність вступу до Альянсу.

У підсумковій Декларації Бухарестського саміту від 3 квітня 2008 року було задекларовано, що Грузія в майбутньому обов'язково стане членом Північноатлантичного альянсу. Про підсумки Бухарестського саміту Президент Грузії Міхеїл Саакашвілі сказав в інтерв'ю телекомпанії «Руставі-2»: 
|  | За 15 років нової хвилі розширення НАТО жодна країна світу не отримувала такі тверді гарантії вступу в НАТО, як це отримали Грузія і Україна в Бухаресті. На саміті в столиці Румунії ми отримали набагато більше, ніж очікували — ми отримали заяву НАТО, яка за своїм значенням набагато перевищує План дій щодо членства в Альянсі. |

## Уельський саміт
З 4 по 5 вересня 2014 року грузинська делегація взяла участь у саміті НАТО, що проходив у містечку Ньюпорт, що в Уельсі. Ще до початку саміту декілька політиків та експертів висловлювали думки, що Грузія, можливо, на цьому саміті зможе приєднатися до програми «Плану дій щодо членства». 5 вересня 2014 року глава зовнішньополітичного відомства Чехії Любомир Заоралек заявив, що питання отримання Грузією ПДЧ обговорювалося, але одностайності не було. Він заявив:
|  | Мені дуже шкода, що консенсус не знайдено. Адже Грузія з-поміж усіх претендентів є найбільш підготовленою країною... |

Замість «Плану дій щодо членства» було вирішено надати Грузії, а також ще чотирьом державам (Йорданії, Швеції, Фінляндії та Австралії), спеціальний статус. Під час засідання Північноатлантичної ради лідери країн-учасниць Альянсу вкотре привітали успіхи Грузії на шляху до повноцінного членства в Альянсі, а також запевнили, що будь-яка країна, яка відповідає основним вимогам Північноатлантичного договору може розраховувати на вступ до Альянсу.

## Співпраця з НАТО
У березні 2005 року до Грузії прибула делегація експертів НАТО для оцінки ходу виконання індивідуальної програми співпраці Грузії з Північноатлантичним альянсом. Представники НАТО ознайомилися з рівнем підготовки грузинських військовослужбовців і технічною оснащеністю грузинської армії. У рамках зустрічей із вищим керівництвом Міністерства оборони Грузії експерти НАТО отримали інформацію про хід реформ у системі, згідно з програмою індивідуального плану співробітництва, яка була затверджена комітетом НАТО у жовтні 2004 року.
Важливим внеском у діяльність НАТО стало підписання в Брюсселі 2 березня 2005 року угоди, яка встановлювала порядок транзиту через територію Грузії вантажів і персоналу, необхідних для функціонування Міжнародних сил безпеки, що перебували під командуванням НАТО на заході Афганістану. Тим самим офіційний Тбілісі дав дозвіл на використання грузинської території з метою передислокації в південному напрямку військових вантажів і армійських підрозділів країн-учасниць НАТО, не лише повітряним коридором, але і з використанням сухопутних і морських шляхів Грузії.
У вересні 2006 року керівництво НАТО запропонувало Грузії розпочати Інтенсифікований діалог. Такий формат відносин надавав можливість Грузії докладніше обговорювати з НАТО, які стандарти необхідні для вступу до організації і яким чином повинні здійснюватися реформи в Грузії для досягнення даних стандартів.
У тому ж році грузинський парламент прийняв постанову «Про інтеграцію Грузії до НАТО», в якому чітко зафіксовано, що «прагнення Грузії вступити до НАТО ґрунтується не тільки на непохитній волі грузинського керівництва, але й на повній згоді основних політичних сил та громадському консенсусі». Крім того, у постанові наголошується, що «інтеграція Грузії до НАТО тісно пов'язана із зміцненням демократичних інститутів і мирним, політичним врегулюванням конфліктів в країні».
Після таких заяв грузинська делегація була запрошена на дводенний саміт Північноатлантичного альянсу, який вперше проходив на території пострадянської держави — у Латвії. Хоча питання про приєднання Грузії до числа членів НАТО не було ключовим на цій зустрічі, однак у Декларації Ризького саміту від 29 листопада 2006 року міститься згадка про цю закавказьку державу. Зокрема, керівництво Альянсу підтвердило свій намір продовжувати процес Інтенсифікованого діалогу і зобов'язалося співпрацювати з Грузією задля продовження її внутрішніх реформ.
У 2007 році Грузія провела у себе навчання ВПС під егідою НАТО в рамках програми «Партнерство заради миру». У жовтні 2007 року Альянс і Грузія почали співпрацювати в області конверсії та управління військовими об'єктами.

## Російсько-грузинська війна

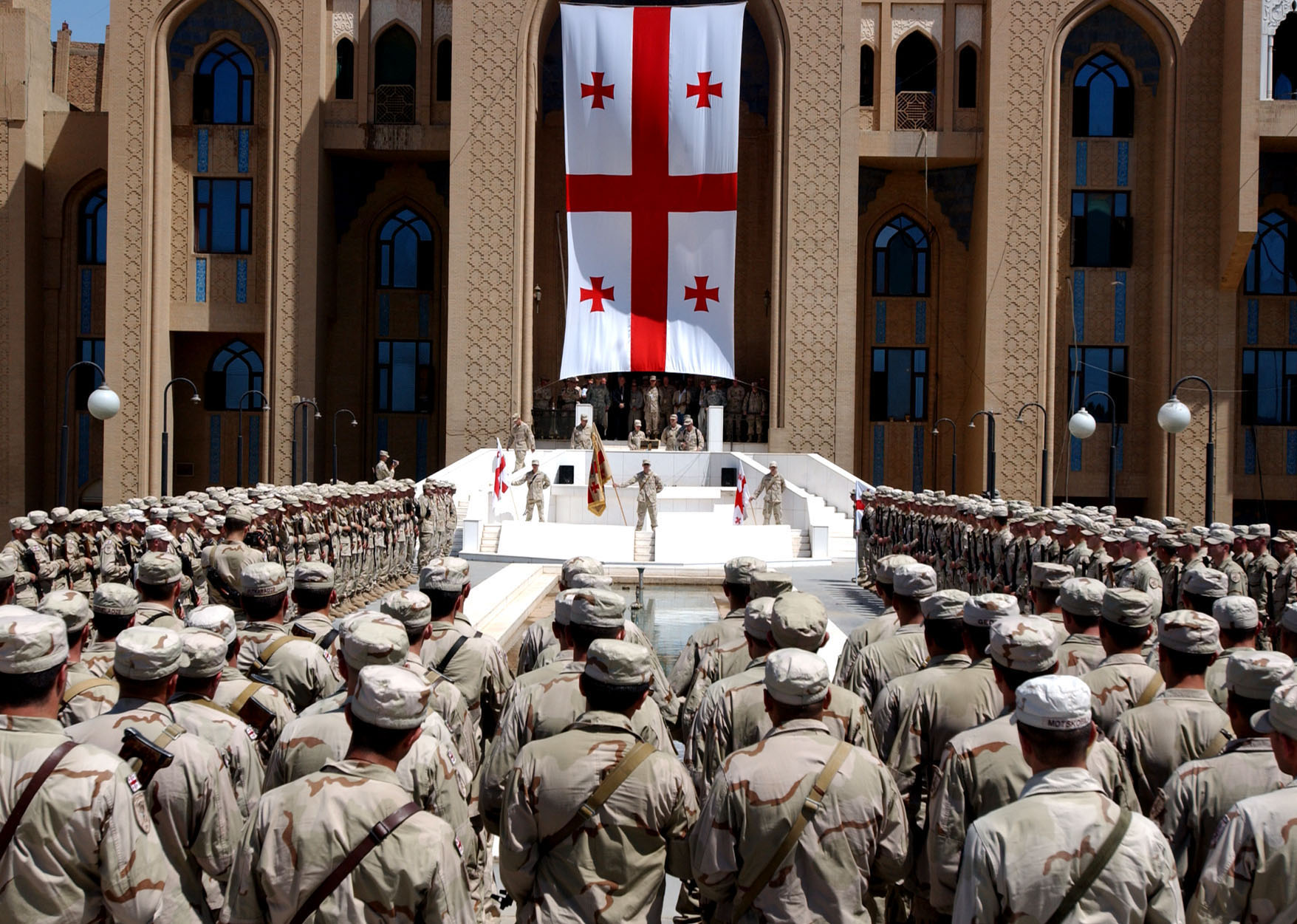
Війська Грузії готові повернутися з Іраку (Грузинсько-російська війна)

У серпні 2008 року розпочався новий виток протистояння між РФ і Грузією — п'ятиденна Російсько-грузинська війна. Країни-члени НАТО висловили глибоке занепокоєння у зв'язку з цим збройним протистоянням, закликавши до мирного вирішення конфлікту на основі дотримання незалежності, суверенності та територіальної цілісності Грузії. Керівництво Північноатлантичного альянсу запропонувало створити Комісію НАТО-Грузія. 15 вересня 2008 року у грузинській столиці Генеральним Секретарем НАТО Яапом де Гооп Схефферром і грузинським прем'єр-міністром Володимиром Гургенідзе була підписана Рамкова угода про створення Комісії НАТО-Грузія.
Згідно з документом цілями створення Комісії НАТО-Грузія є:
- поглиблення політичного діалогу та співпраці між НАТО і Грузією;
- контроль за виконанням рішень саміту НАТО в Бухаресті;
- координація зусиль Альянсу для допомоги Грузії у її відновленні після конфлікту;
- підтримка зусиль Грузії щодо просування своїх політичних, економічних та оборонних реформ, що пов'язані з євроатлантичними прагненнями до членства в НАТО, з акцентом на демократичних та інституційних цілях[20].

Угода, окрім констатації самого факту створення Комісії НАТО-Грузія і її основних цілей і умов діяльності, включає і ряд положень, які є особливо важливими для грузинської держави. Зокрема, угода наочно демонструє офіційну позицію Північноатлантичного альянсу відносно подій серпня 2008 року — він розцінює дії Російської Федерації до і після збройного конфлікту як такі, що не відповідають нормам міжнародного права, а отже у російсько-грузинській суперечці стає на бік останньої. Особливу значимість має пункт про «територіальну цілісність» Грузії, таким чином НАТО доводить до відома невизнання факту існування незалежних Абхазії і Південної Осетії, які 26 серпня 2008 року були визнані як суверенні держави з боку Російської Федерації. Даним документом Росія опиняється у незгоді не тільки з Грузією, а й з усіма державами-членами НАТО.
У грудні 2008 року міністри закордонних справ країн НАТО дійшли згоди, що Грузія повинна розробити Річну національну програму під егідою Комісії НАТО-Грузія. У цих рамках Альянс надає максимальне сприяння і підтримку, а також консультує з питань реформ, зокрема демократичних, інституційних та військових.

## Референдум

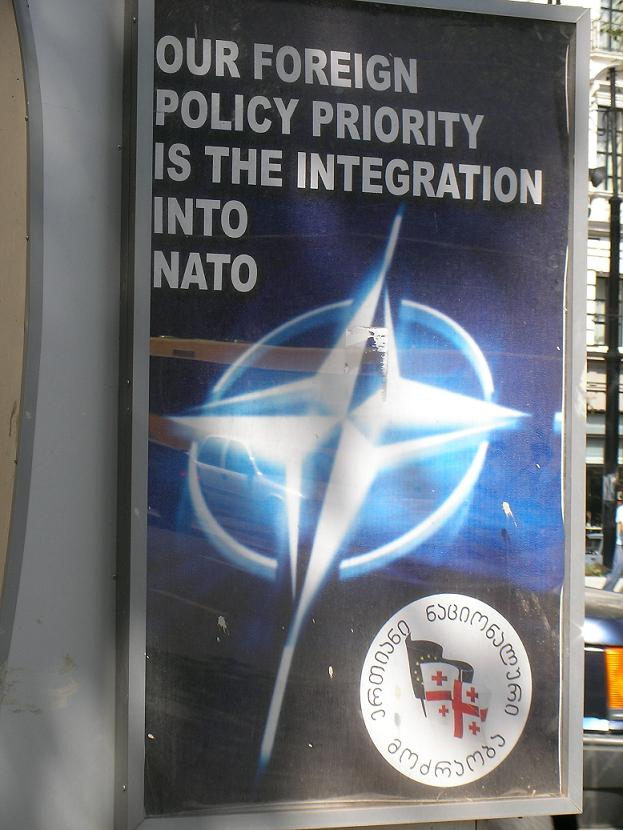
Агітаційний плакат перед референдумом (Тбілісі, жовтень 2007 рік)

5 січня 2008 року під час проведення дострокових президентських виборів у Грузії паралельно проходив референдум із питання про вступ країни до НАТО, на якому 77 % населення виступило за входження до Північноатлантичного альянсу. Цей референдум показав, що більша частина грузинського суспільства підтримує рішення керівництва Грузії відносно необхідності інтеграції до НАТО.

## Післявоєнні відносини
Під час саміту НАТО в Уельсі, який пройшов 4-5 вересня 2014 року, Грузії знову не був наданий План дій щодо членства, але затверджений Істотний пакет співпраці, що сприятиме Грузії в її прагненні до членства в альянсі. Водночас новий формат не передбачає членства як остаточної мети. В рамках пакету передбачено відкриття у 20 км від Тбілісі на базі Вазіані тренувального та оцінного центру, де будуть проходити підготовку військовослужбовці альянсу і країн-партнерів НАТО. Грузія приєдналася до Партнерства з розширеними можливостями НАТО.
17 жовтня 2014 року у Вільнюсі міністр оборони Литви Юозас Олекас та міністр економіки Грузії Гіоргі Квірікашвілі підписали документ, за яким Грузія стає партнером Центру енергетичної безпеки НАТО та першою країною-учасницею Центру, що не є членом альянсу.
У березні 2015 року генсек НАТО Єнс Столтенберг повідомив про те, що НАТО не визнає так звані угоди про союзництво і інтеграцію, які були підписані 24 листопада 2014 року і 18 березня 2015 року між південноосетинським регіоном Грузії і Росією та абхазьким регіоном Грузії і Росією відповідно.
11-15 травня 2015 року пройшли спільні грузино-американські навчання під назвою «Партнерство високого рівня» (Noble Partner) з метою наближення навичок грузинської роти до стандартів Сил швидкого реагування НАТО, а також підвищення готовності до участі в майбутніх операціях і навчаннях НАТО. У навчаннях братимуть участь 600 американських і грузинських військовослужбовців. Заступник міністра оборони США з питань Росії, України та Євразії Евелін Фаркас заявила, що ці навчання стали «найактивнішими», які США коли-небудь проводили разом з Грузією.
15-18 травня 2015 року Грузія під час 60-ї за ліком Парламентської асамблеї НАТО в Будапешті з'явилася в Декларації про розширення НАТО. ПА НАТО закликала керівництво країн альянсу надати Грузії План дій щодо членства. Міністр закордонних справ Туреччини Мевлют Чавушоглу заявив, що Грузія зможе отримати ПДЧ на Варшавському саміті НАТО, який відбудеться у 2016 році. Пізніше міністр закордонних справ Румунії Богдан Ауреску під час дискусії на безпековій конференції GLOBSEC зазначив, що вважає за необхідне подальше зближення альянсу з Грузією і на саміті НАТО у Варшаві у 2016 році варто очікувати певного рішення по Грузії.
У липні військові з Грузії, США, Болгарії, Румунії, Литви та Латвії взяли участь у навчаннях НАТО Agile Spirit 2015, які відбулись на військовій базі у Вазіані (поблизу Тбілісі).
27 серпня 2015 року у грузинському національному навчальному центрі «Крцанісі» відкрито спільний з НАТО тренувальний і оціночний центр. Створення спільного тренувального та оціночного центру НАТО і Грузії передбачалося істотним пакетом заходів зі зближення Грузії з Північноатлантичним альянсом, який прийнятий на Уельському саміті НАТО.
У лютому 2019 року в інтерв'ю "Голосу Америки" Бен Ходжесу, генерал-лейтенант у відставці Армії Сполучених Штатів Європи, який зараз працює в аналітичному центрі оборони Центру аналізу європейської політики, заявив, що Грузії "нічого не доведеться доводити про членство в НАТО" і "вступ Західної Німеччини до НАТО є прецедентом для Грузії".
У вересні 2019 року міністр закордонних справ Росії Сергій Лавров цитував, що якщо НАТО прийме Грузії у свої ряди зі статтею про колективну оборону, яка охоплює лише територію, керовану Тбілісі (тобто, за винятком двох грузинських територій Абхазії та Цхінвалі (також Південної Осетії) які зараз окуповані Росією), "ми не почнемо війни, але така поведінка підірве наші відносини з НАТО і з країнами, які прагнуть вступити в альянс".
29 вересня 2020  року генсек НАТО Єнс Столтенберґ закликав Грузію використовувати всі можливості для зближення з Альянсом і прискорити підготовку до членства. Столтенберґ підкреслив, що на початку цього року союзники домовилися ще більше зміцнити партнерство НАТО-Грузія. За його словами, НАТО вітає прогрес, досягнутий Грузією в проведенні реформ, у модернізації збройних сил і зміцненні демократії. Варто зазначити, що досі заклики Грузії до членства в таких формулюваннях в риториці генсека Альянсу не з’являлися. При цьому НАТО визнає прагнення Грузії до членства в Альянсі – так само як і у випадку України.
У кінці листопада 2020 року стало відомо, що Саміт НАТО в 2021 році розгляне питання повернення до «політики відкритих дверей», в тому числі, питання надання Грузії Плану дій щодо членства (ПДЧ).

## Результати соціологічних опитувань
Ставлення населення Грузії до вступу в НАТО за даними загальногрузинських опитувань громадської думки:
| Дата                  | Ставлення | Ставлення | Агентство                                 |
|                       | За        | Проти     |                                           |
| Серпень-Вересень 2013 | 73 %      |           | Національний демократичний інститут США   |
| Лютий 2015            | 75 %      | 15 %      | Міжнародний республіканський інститут США |
| Березень-Квітень 2015 | 68 %      | 18 %      | Національний демократичний інститут США   |

## Інтернет-джерела
- NATO-Georgia relations (англ.)
- Nato information center in Georgia [Архівовано 21 липня 2011 у Wayback Machine.] (англ.)